# Чемпионат Беларуси по шашечной композиции 2013
Чемпионат Белоруссии по шашечной композиции 2013 года, оригинальное название — Первый этап XVII чемпионата Беларуси по шашечной композиции — национальное спортивное соревнование по шашечной композиции. Организатор — комиссия по композиции Белорусской Федерации Шашек. Чемпионат проводился заочно с 10 февраля по 20 декабря 2013 года в четырёх разделах шашек-64 (русская версия).
Выполнившим квалификационные разрядные нормы, согласно действующей ЕСК РБ, могли присваиваться разряды и звания по шашечной композиции.

## О турнире
Начиная с 1991 года, белорусские чемпионаты стали проводиться раз в два года, при этом разделив соревнования по русским и международным шашкам на ежегодные этапы чемпионата. Суммирования очков этапов не производилось. Таким образом, в XVII чемпионате Беларуси по шашечной композиции на 1-м этапе соревновались в русские шашки, а на следующий год, в 2014-м, на 2-м этапе — в международные.
Чемпионат проводился в целях:
— Выявления лучших произведений, созданных за период с 10 апреля 2011 г. по 10 апреля 2013 г.
— Определения сильнейших шашечных композиторов республики за указанный период
— Повышения мастерства шашечных композиторов
— Популяризации шашек средствами шашечной композиции.
Соревнования проводились в 5 дисциплинах: миниатюры, проблемы, дамочные проблемы, этюды, задачи.
В каждой из этих дисциплин (разделов) участник мог представить не более шести произведений (композиций). Условия для конкурсной подборки: созданные самостоятельно или в соавторстве, новые или опубликованные после 10 апреля 2011 года. Для новых композиций указывается, что они не опубликованы. Если композиция является исправлением ранее забракованной, то автор должен был привести первое место публикации позиции, которая исправляется и саму позицию с решением. Исправление и углубление ранее составленных и опубликованных композиций в сроках не ограничивается, но если она уже участвовала в чемпионатах Беларуси и получала положительную оценку, то предшествовавшая позиция будет рассматриваться как ИП. Коллективное произведение идет в зачет соавтору, представившему это произведение на данное соревнование.
Соревнование проводилось по Кодексу шашечной композиции, вступившего в силу с 1 июля 2004 года. Согласно решению семинара комиссии по композиции от 14.04.2007 доказательство легальности готового удара не требуется. Нелегальность рассматривалась только как недостаток начальной расстановки.
В разделе «дамочные проблемы» соревнование проводилось по правилам шашечной композиции CPI FMJD (для русских шашек), утвержденные 29 января 2010 года (раздел 2 правил).

## Судейская коллегия
Состав:
- координатор — Александр Ляховский (Беларусь)
- по три судьи в каждом разделе —

Миниатюры-64 — Рустам Шаяхметов, Григорий Шестириков (оба — Россия), Иван Ивацко (Украина),
Проблемы-64 — Иван Ивацко, М.Левандовский, Анатолий Савченко
(все — Украина)
Дамочные проблемы-64 — Иван Ивацко, М.Левандовский (оба — Украина), Виктор Студенцов (Литва)
Задачи-64 — Юрий Голиков, Александр Полевой (Израиль), Александр Резанко (Беларусь)
Этюды-64 — Валдас Беляускас (Литва), Рустам Шаяхметов (Россия), Виктор Шульга (Беларусь), Александр Катюха Катюха (Украина)
Судья не может принимать участие в разделе, который судит.
Конечной оценкой является средняя оценка, получаемая от суммы двух максимальных оценок. Судья раздела имеет право изменить оценку, выставленную в предыдущем соревновании, если считает это нужным.
Никакие замечания в отношении качества позиций не принимаются после объявления окончательных итогов. Участники не имеют права обсуждать оценки судей. Если будут выявлены случаи давления участников на судей разделов, то результаты этого участника будут аннулированы, а сам участник будет дисквалифицирован на срок определённый комиссией по композиции.

## Ход турнира
В турнир впервые был включен жанр «дамочные проблемы».
Лучшими стали Пётр Шклудов и Дмитрий Камчицкий с двумя золотыми медалями.

## Спортивные результаты
Миниатюры-64.
 Дмитрий Камчицкий — 27,125.  Александр Ляховский — 30,125.  Александр Сапегин — 26,75. 4. Александр Коготько — 25,375. 5. Пётр Шклудов — 25,25. 6. Александр Ремизов — 24,375. 7. Василий Гребенко — 23,875. 8. Пётр Кожановский — 22,75. 9. Александр Перевозников — 22,125. 10. Николай Грушевский — 22,0. 11. Николай Лешкевич — 18,0. 12. Виктор Шульга — 12,125. 13. Юрий Мурадов — 12,0. 14. Михаил Стефанович — 15,25. 15. Виталий Ворушило — 4,875. 16. Владимир Сапежинский — 4,25.
Проблемы-64.
 Пётр Шклудов — 35,775.  Александр Коготько — 33,125.  Дмитрий Камчицкий — 31,625. 4. Александр Ляховский — 30,85. 5. Василий Гребенко — 30,625. 6. Николай Лешкевич — 30,05. 7. Александр Сапегин — 29,275. 8. Александр Перевозников — 27,175. 9. Николай Грушевский — 27,125. 10. Виктор Шульга — 26,475. 11. Александр Ремизов — 26,115. 12. Пётр Кожановский — 25,925. 13. Юрий Мурадов — 24,875. 14. Виталий Ворушило — 23,025. 15. Михаил Стефанович — 20,375. 16. Владимир Сапежинский — 0.
Дамочные проблемы-64
 Дмитрий Камчицкий — 24,75.  Пётр Шклудов — 23,3.  Александр Коготько — 23,05.4. Николай Грушевский — 18,8. 5.Виталий Ворушило — 18,375. 6. Виктор Шульга — 16,55. 7. Александр Сапегин — 15,75. 8. Пётр Кожановский — 14,625. 9. Николай Лешкевич — 14,10. 10. Александр Перевозников — 10,5. 11-12. Василий Гребенко и Юрий Мурадов — 0.
Этюды-64.
 Пётр Шклудов — 32,875.  Василий Гребенко — 20,125.  Дмитрий Камчицкий — 16,625. 4.Александр Ляховский — 16,5. 5. Николай Грушевский — 16,125. 6. Александр Коготько — 14,625. 7. Владимир Сапежинский — 12,125. 8. Пётр Кожановский — 11,925. 9. Виталий Ворушило — 11,0. 10. Николай Зайцев — 5,25.
Задачи-64.
 Александр Шурпин — 31,5.  Николай Зайцев — 18,875.  Александр Ляховский — 15,0. 4. Виктор Шульга — 8,75. 5. Николай Бобровник — 5,75. 6. Владимир Сапежинский — 5,75.

## Награждение
Победителю каждого раздела присвоено звание чемпиона Республики Беларусь по шашечной композиции. Они награждены дипломами I степени, медалями. Участники, занявшие второе и третье места, награждены соответственно дипломами II и III степени, медалями.